# Sphaeroma pentodon
Sphaeroma pentodon là một loài chân đều trong họ Sphaeromatidae. Loài này được Richardson miêu tả khoa học năm 1904.